# Pele (Göttin)

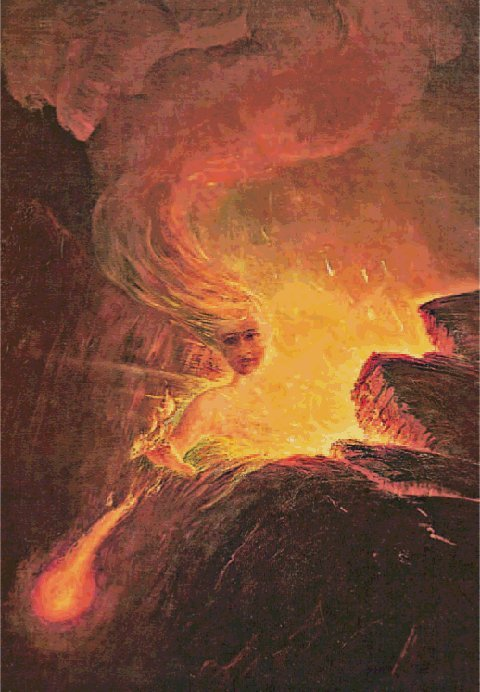
Die Göttin Pele, ca. 1929 von David Howard Hitchcock

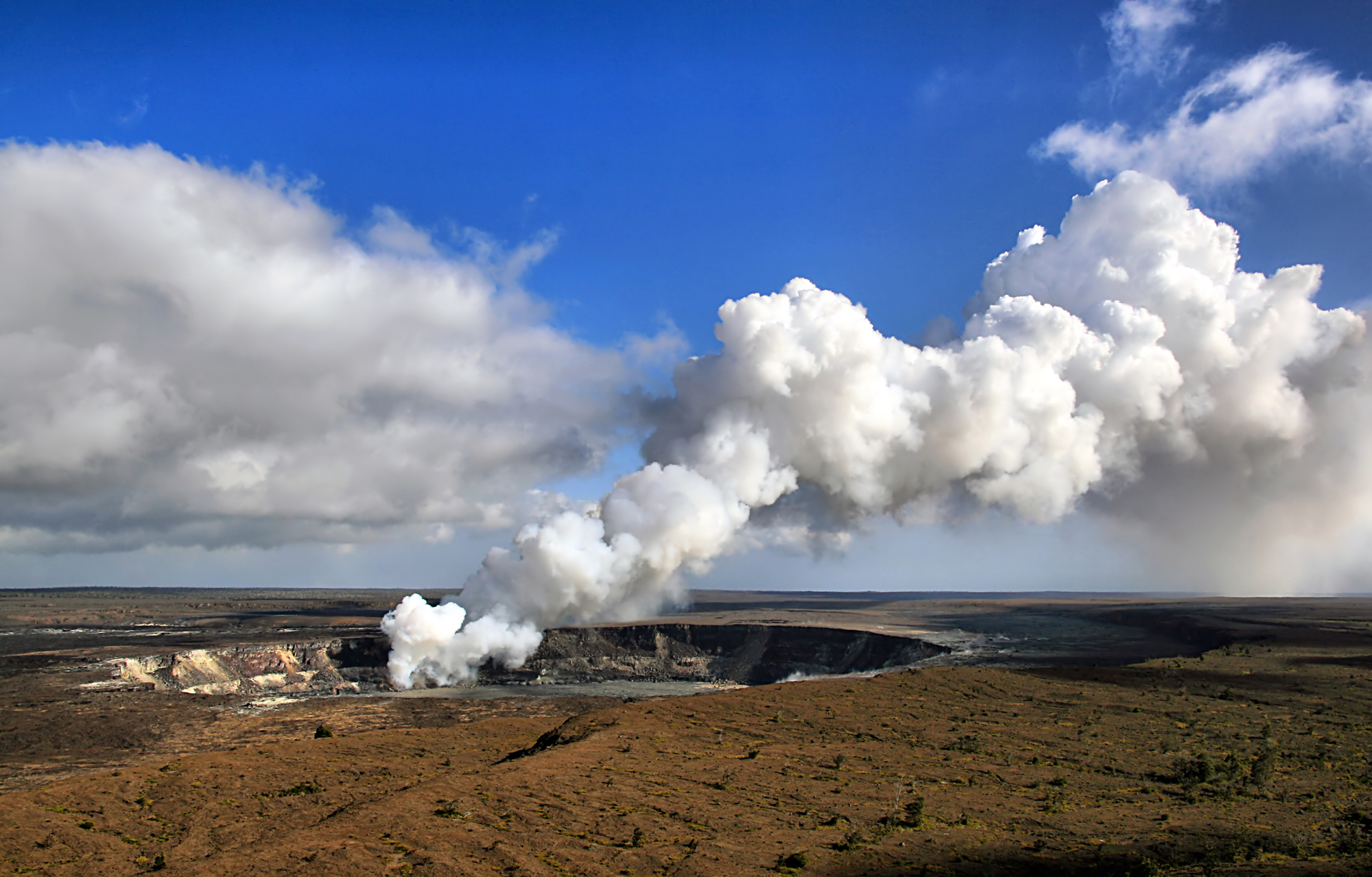
Pele lebt der Legende nach im Krater Halemaʻumaʻu in der Caldera vom Kilauea

Pele ist in der hawaiischen Mythologie eine Feuer- und Vulkangöttin. In der umfangreichen polytheistischen Hierarchie spielt sie eine wichtige Rolle und ist auch im zeitgenössischen Hawaii sehr bekannt. Als Göttin der Vulkane gilt sie als Schöpferin und Zerstörerin.

## Namen
Oft wird von Pele respektvoll als "Madame Pele" oder "Tūtū Pele" gesprochen. Mit ihrem Namen werden auch verschiedene Beinamen verbunden, die auf vulkanische Erscheinungen hinweisen. So wird sie Pele honuamea mit Bezug zur rötlichen Erde genannt oder Kawahineʻaihonua, was mit die Frau, die die Erde verschlingt übersetzt werden kann.

## Legenden

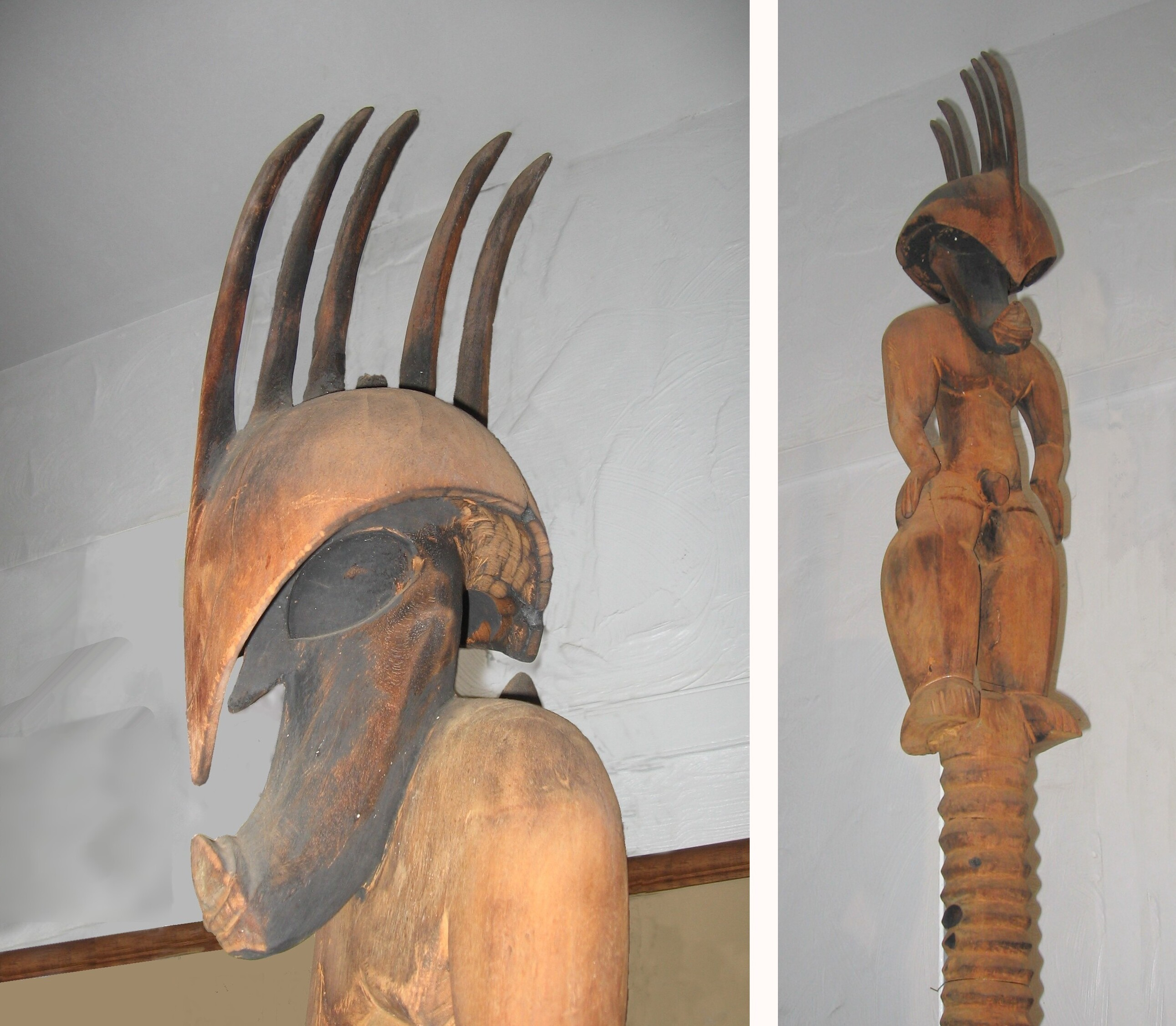
Statue des Kamapuaʻa

Nach der Legende schickte sie ihr Vater von Kahiki (Tahiti) fort, weil sie aufbrausend war und ihre ältere Schwester Namaka (oder Na-maka-o-Kahaʻi), die Göttin des Meeres, bekämpfte. In einem Kanu, das sie von ihrem ältesten Bruder Kamohoaliʻi (dem König der Haie) bekam, verließ sie ihre ursprüngliche Heimat und kam nach Hawaiʻi, wo sie auf verschiedenen Inseln mit ihrem magischen Stab pāoa Vulkane schuf. Ihre Schwester Na-maka-o-Kahaʻi folgte ihr und bekämpfte sie mit den ihr zur Verfügung stehenden Wasserfluten.
An den Hängen des Haleakalā auf Maui kam es zu einem großen Kampf, in dem Pele scheinbar unterlag und von ihrer Familie betrauert wurde. Doch als die siegreiche Na-maka-o-Kahaʻi während ihrer Rückkehr zurückblickte, konnte sie an aufsteigendem Rauch erkennen, dass Pele auf der Insel Hawaiʻi erneut ihr vulkanisches Feuer hervorgebracht hatte, und sie gab den Kampf auf.
Pele fand ihren endgültigen Wohnort im Krater Halemaʻumaʻu, der sich innerhalb der Caldera des Kīlauea befindet. Weitere Legenden beschreiben ihre Liebesaffären und Kämpfe mit Kamapuaʻa, bei denen auch der Koko Crater auf Oʻahu auf besondere Weise entstand, den Streit mit Poliʻahu, der Schneegöttin des Mauna Kea, den Streit mit Hiʻiaka, der Göttin des Hula, um ihren Ex-Geliebten Lohiʻau, sowie zahlreiche weitere Überlieferungen.

## Pele als Namensgeberin
Verschiedene vulkanologische Phänomene wurden nach ihr benannt, wie die Haare von Pele, die Tränen von Pele und der Seetang von Pele (Limu o Pele). Weiters trägt ein großer Vulkan auf dem Mond Io des Planeten Jupiter ihren Namen. Außerdem wurde auch ein Asteroid nach ihr benannt: der Asteroid (2202) Pele.
Die Namensähnlichkeit zum Vulkan Montagne Pelée in der Karibik, welcher oft auch Mont Pelé genannt wird, und von dem sich auch der Begriff der sogenannten peleanischen Eruption ableitet, ist hingegen rein zufällig: Der Name des Vulkans auf Martinique leitet sich ab vom französischen Wort pelé = enthäutet/kahl, steht also nicht im Zusammenhang mit der hawaiischen Vulkangöttin.